# Bontrager Livestrong Team/Saison 2012
Dieser Artikel listet Erfolge und Fahrer des Radsportteams Bontrager Livestrong in der Saison 2012 auf.

## Erfolge in der UCI America Tour
In der Saison 2012 gelangen dem Team nachstehende Erfolge in der UCI America Tour.
| Datum  | Rennen                     | Kat. | Fahrer          |
| ------ | -------------------------- | ---- | --------------- |
| 6. Mai | 5. Etappe Tour of the Gila | 2.2  | Lawson Craddock |

## Platzierungen in UCI-Ranglisten
| UCI Continental Circuit | Platz |
| ----------------------- | ----- |
| UCI America Tour 2012   | 11    |
| UCI Europe Tour 2012    | 72    |
| UCI Oceania Tour 2012   | 14    |

## Zugänge – Abgänge
| Zugänge                       | Team 2011           | Abgänge                    | Team 2012                     |
| ----------------------------- | ------------------- | -------------------------- | ----------------------------- |
| Jasper De Buyst               | Neoprofi            | George Bennett             | RadioShack-Nissan             |
| Jasper Stuyven                | [Neoprofi]          | Carter Jones               | Bissell Cycling               |
| James Oram (ab 1. März)       | [Neoprofi]          | Robin Eckmann              | California Giant Cycling Team |
| Charlie Avis (ab 1. August)   | Trek Livestrong U23 | Joseph Lewis               | RBS Morgans-ATS               |
| Connor O’Leary (ab 1. August) | [Neoprofi]          | Michael Vink               | Team Mico-Pro Train Racing    |
|                               |                     | Charlie Avis               | Unbekannt                     |
|                               |                     | Dale Parker (bis 31. März) | Karriereende                  |

## Mannschaft
| Name              | Geburtstag        | Nationalität       |
| ----------------- | ----------------- | ------------------ |
| Joshua Atkins     | 28. Juni 1992     | Neuseeland         |
| Charlie Avis      | 12. Februar 1991  | Vereinigte Staaten |
| Ian Boswell       | 7. Februar 1991   | Vereinigte Staaten |
| Nathan Brown      | 7. Juli 1991      | Vereinigte Staaten |
| Lawson Craddock   | 20. Februar 1992  | Vereinigte Staaten |
| Jasper De Buyst   | 24. November 1993 | Belgien            |
| Joseph Dombrowski | 12. Mai 1991      | Vereinigte Staaten |
| Ryan Eastman      | 28. Juli 1992     | Vereinigte Staaten |
| Gavin Mannion     | 24. August 1991   | Vereinigte Staaten |
| Connor O’Leary    | 18. Juni 1991     | Vereinigte Staaten |
| James Oram        | 17. Juni 1993     | Neuseeland         |
| Jasper Stuyven    | 17. April 1992    | Belgien            |